# Lorenz Grabovac
Lorenz Grabovac (* 25. Juli 1997 in Zwettl) ist ein österreichischer Fußballspieler.

## Karriere

### Verein
Grabovac begann seine Karriere beim SC Zwettl. Im November 2013 debütierte er gegen den SV Langenrohr für die erste Mannschaft von Zwettl in der Landesliga. Im März 2014 erzielte er bei einem 3:1-Sieg gegen den FC Mistelbach sein erstes Tor in der Landesliga. Bis zum Ende der Saison 2013/14 kam er zu 13 Einsätzen in der vierthöchsten Spielklasse, in denen er zwei Tore erzielte. In der Saison 2014/15 absolvierte er 24 Spiele und erzielte dabei zehn Tore.
Zur Saison 2015/16 wechselte er zum Zweitligisten FC Liefering, dem Farmteam des FC Red Bull Salzburg. Im August 2015 debütierte er in der 2. Liga, als er am sechsten Spieltag jener Saison gegen den SC Wiener Neustadt in der 80. Minute für Marco Hödl eingewechselt wurde. Bis Saisonende kam er zu zehn Einsätzen für Liefering in der zweithöchsten Spielklasse, zudem absolvierte er vier Spiele für das U-19-Team von Red Bull Salzburg in der UEFA Youth League. Im Oktober 2016 erzielte er bei einem 5:1-Sieg gegen den Floridsdorfer AC sein erstes Tor in der zweithöchsten Spielklasse. Bis zum Ende der Saison 2016/17 erzielte er vier Tore in 20 Spielen.
Zur Saison 2017/18 wechselte er zum Bundesligisten SKN St. Pölten, bei dem er einen bis Juni 2019 gültigen Vertrag erhielt. Sein Debüt in der Bundesliga gab er im Juli 2017, als er am ersten Spieltag jener Saison gegen den SK Sturm Graz in der 67. Minute für Daniel Luxbacher eingewechselt wurde. Bis Saisonende kam er zu drei Einsätzen in der höchsten Spielklasse, zudem absolvierte er 14 Spiele für die Amateure in der Regionalliga, aus der er mit der Mannschaft zu Saisonende in die Landesliga abstieg. In der Spielzeit 2018/19 spielte er keine Rolle bei der Bundesligamannschaft und stand nicht ein Mal im Spieltagskader. Für die nun viertklassigen Amateure absolvierte er hingegen 14 Spiele, in denen er in Tor erzielte. Nachdem sein Vertrag im Juni 2019 ausgelaufen war, unterschrieb er im Juli 2019 einen neuen Einjahresvertrag beim SKN. Daraufhin kam er im Juli 2019 erstmals seit August 2017 wieder zu einem Bundesligaeinsatz. Zudem absolvierte er bis zum Landesliga-Abbruch 15 Spiele für die Amateure und erzielte sechs Tore.
Nach seinem Vertragsende beim SKN wechselte er zur Saison 2020/21 zum viertklassigen First Vienna FC.

### Nationalmannschaft
Zwischen Oktober 2015 und März 2016 absolvierte er fünf Spiele für die österreichische U-19-Auswahl.

## Persönliches
Sein Vater Damir (* 1969) war ebenfalls in der österreichischen Bundesliga aktiv.